# Jaddih
Jaddih is een bestuurslaag in het regentschap Bangkalan van de provincie Oost-Java, Indonesië. Jaddih telt 9707 inwoners (volkstelling 2010).